# 阿坂城
阿坂城（日语：／ Azakajō），又稱白米城（日语：／ Hakumaijō）或椎之木城（日语：／ Shīnokijō），是伊勢國一志郡阿坂（現三重縣松阪市大阿坂町）曾經存在的一座山城。城池是伊勢國司及後成為戰國大名的北畠氏在伊勢北部的重要據點。在南北朝時，城池乃南朝北畠氏的勢力範圍，在稱光天皇即位後北畠氏在城池舉兵，並且與足利幕府軍隊交戰，雖然最終戰敗，但是以米洗馬的傳說卻流存至今。儘管，北畠氏在阿坂城戰況失利，但最終成功與幕府和解而存續下來。進入戰國時代後，織田氏家臣瀧川一益曾經再三拒絕攻打阿坂城，而豐臣秀吉攻打城池期間亦曾經被箭射中，這是他生涯唯一一次在戰事中受傷。1982年，城跡以阿坂城跡附高城跡枳城跡（日语：／ Azakajōato Tsuketari Takanjōato Karatachijōato）之名獲指定為日本國史跡。

## 概要
城池在《滿濟准后日記》中寫作淺香城，而在《南方紀傳》中則寫作阿射賀城。城池建於大阿坂町的西邊高約312米的山上，面積約為東西180米乘以南北330米。城池的東邊可以看到伊勢灣、伊勢志摩國立公園和三河的山群，西邊則可以看到室生赤目青山國定公園的山群。
城跡分為南郭和北郭，南郭稱為白米城，北郭則稱作椎之木城。築城主是北畠親房或北畠滿雅。城池曾經以難以攻下的城池之名以聞名，後來由奉織田信長之命的木下藤吉郎（其後的豐臣秀吉）拿下。

## 城郭構造
城跡大致分為南郭和北郭，南郭的範圍是東西25米乘以南北30米，高12米的台狀地，北郭則是70米乘以70米的台狀地，兩郭相距約250米。城池的南郭稱作白米城，北郭稱為椎之木城。
椎之木城的規模較大而且較新，由護城河和土壘等組成，由於結構複雜，因此椎之木城可能是城池的主郭。椎之木城以兩個狹長的台狀地為中心，建造護城河來包圍台狀地之間和兩側，其中北面的西下斜面處建有兩處豎堀。相對於椎之木城，白米城處於的位置較高，能夠看到松阪市內。白米城的台狀地是45米乘以60米的梯形基座，上方則是20米乘以35米的平面圓橢形，四角均有小型的台狀地。
白米城的東、北和西三個方位的護城河沿山脊興建，並且建有小型的台狀地，北方和西方的山脊則設有兩條護城河，在桝形山的山頂上則建有護城河、空堀和狼煙台。
城池附近有高城和枳城等支城，其中高城是由北畠氏家臣大宮氏建造，建有虎口，屬典型的日本戰國時代風格建構。枳城則具備日本南北朝時代的特色。

## 歷史

北畠親房

建武2年（1335年），北畠親房與其子北畠顯家、北畠顯信和北畠顯能進駐伊勢國南部後，建造了阿坂城等數處城池。阿坂城首次在史料上出現是在文和元年或正平7年10月23日（1352年11月30日）的《鷲見加加丸軍忠狀》中，該文書在描述北朝軍的土岐賴康援助鷲見氏的段落中提及了阿坂城。
其後應永22年（1415年）春天，北畠滿雅不滿稱光天皇違犯明德和約中定下的兩統迭立而即位為由，在阿坂城舉兵。滿雅獲得原本南朝勢力下的大和、紀伊和河內的武士支持，而幕府方面則以一色義貫為總大將，聯同土岐氏和京極氏應戰，導致北畠軍處於守城的形勢，期間幕府軍將阿坂城包圍，並且截斷城內的水源，導致北畠軍陷入困境，而實際上城內的水源亦因而所淨無幾，儘管如此北畠軍為了向幕府軍營造城內水源仍然相當豐富的假象，便把以白米當成水來清潔馬匹，從以欺騙幕府軍。因此，在遠處的幕府軍無法分辨出洗馬的其實是米而非水，誤以為城池仍然水源充足，便隨即放棄斷水的作戰，並且解除對阿坂城的包圍。最終，雖然城池被攻下，但是滿雅通過中間人的協助，成功與幕府和解，這也是別稱白米城的由來。白米城傳說記載於《櫻雲記》中，該書寫成於江戶時代前期，雖然包含以軍記物形式寫成的部份，但是同時也有真偽難辨的地方。按《滿濟准后日記》記載，城池在應永22年5月15日（1415年6月21日）被攻陷。其後的文明10年（1478年），在北畠材親的協助下，於建有阿坂城的桝形山的山麓處建成了作為菩提寺的淨眼寺。從此，北畠氏便以淨眼寺作為居所，戰鬥時才移師阿坂城，從而建構出根小屋式山城的形態。
白米城傳說後，再未有城池的紀錄，直至永祿8年（1565年）和天正8年（1580年），城池的名字才重現於史料。當時的城主由大宮入道含忍齋擔任。永祿10年（1567年），由於織田氏家臣瀧川一益再三拒絕織田信長命其攻擊城池的要求，自此便以牢不可破的城池而聞名。其後的永祿12年8月（1569年9月），信長軍包圍阿坂城，雖然曾經勸含忍齋投降，但是未獲回應，後來通過木下藤吉郎（其後的豐臣秀吉）的計策才令到其開城投降，然後城池成為廢城。期間，北畠軍的大宮大之丞吉行向木下藤吉郎放箭，導致藤吉郎的左邊腋下和左腳均受傷，也是秀吉生涯中唯一一次在戰事中負傷。進攻阿坂城是作為大河內城之戰而發動的前哨戰，同時亦是信長給予當時尚未建立軍功的秀吉的一次機會。
1982年4月7日，城跡獲日本指定為國的史跡。

## 現狀
城跡現在只剩餘平坦的城郭遺跡，昔日的形態已經變得模糊。護城河和土壘仍然存在，在南郭則豎立了標誌為阿坂城遺址的石碑。在城跡成為日本國指定史跡之前的一年開始，當地大阿坂町民開始定期除草，並且整頓城跡。
在JR東海紀勢本線、名松線、近鐵山田線松阪站下車，轉乘三重交通路線巴士48號系統嬉野一志町方向巴士，於岩倉口巴士站下車，然後徒步15分鐘，便會到達前往城跡的登山口，從登山口至城跡的山路，需要步行大約40分鐘，慢行的話則大約花費一小時才能到達。
由於從城跡遠望的景色不俗，在春天的時候有不少人為此登山，也有順道在附近的瑞巖寺、橫瀧寺和不動瀑布等地方散步的登山人士。

## 外部連結
- （日語）25-62 阿坂城跡 高城跡・附枳城跡|松阪市の文化情報 - 松阪市官方網站
- （日語）白米城[] - 松阪市觀光協會